# Lou Nanne
Louis „Lou“ Vincent Nanne (* 2. Juni 1941 in Sault Ste. Marie, Ontario) ist ein ehemaliger kanadisch-amerikanischer Eishockeyspieler, -trainer und -manager. Für die Minnesota North Stars absolvierte er 635 Spiele in der National Hockey League und war dort anschließend Trainer und Manager. Nanne war US-Nationalspieler und nahm unter anderem an den Olympischen Spielen 1968 teil.

## Karriere als Spieler
Nanne wuchs in Ontario auf, wo er schon früh gemeinsam mit Phil und Tony Esposito Eishockey spielte. 1960 begann er ein Studium an der University of Minnesota. Dort spielte er unter dem berühmten Trainer John Mariucci für die Golden Gophers und entwickelte sich zu einem der besten Spieler im College-Eishockey. 1963 war er mit 14 Toren und 29 Assists in 29 Spielen der beste Scorer der WCHA. Dies gelang zuvor keinem Verteidiger. In der gleichen Saison wurde er in der WCHA zum MVP („wertvollsten Spieler“) sowie in das First All-Star Team gewählt. Darüber hinaus war er im NCAA West First All-American Team. Insgesamt spielte er in 81 Spielen für die Gophers und erzielte dabei 22 Tore und 52 Assists. Anschließend war er vier Jahre für die Rochester Mustangs in der United States Hockey League tätig. Nannes Rechte lagen zu dieser Zeit bei den Chicago Blackhawks. Da es mit diesen Vertragsunstimmigkeiten gab, dauerte es noch bis 1968, bis er in der NHL spielten durfte.
1967 nahm er die US-Staatsangehörigkeit an, sodass er für die US-Nationalmannschaft spielen konnte. Bei den Olympischen Spielen 1968 in Grenoble belegte er mit dem US-Team den sechsten Platz. In sieben Spielen schoss er zwei Tore und gab zwei Assists. Anschließend unterschrieb er als Free Agent einen Vertrag bei den Minnesota North Stars in der NHL und kam in der ersten Saison noch zu zwei Einsätzen, bevor er sich im folgenden Jahr zum Stammspieler entwickelte. Meist wurde er als Verteidiger eingesetzt, mitunter spielte er auch als Flügelspieler im Angriff. Bis 1978 kam er zu 635 Einsätzen mit 68 Toren und 157 Assists. Große Teamerfolge blieben ihm verwehrt. Die North Stars gehörten in dieser Zeit zu den erfolglosesten Mannschaften der NHL und überstanden nur einmal die erste Runde der Play-offs. Nanne war ein beliebter Spieler bei den North Stars und zeitweise Vertreter der NHL Players’ Association. 1976 und 1977 führte Nanne das US-Team als Mannschaftskapitän bei den Weltmeisterschaften sowie 1976 beim Canada Cup an.

## Karriere als Manager
Unmittelbar mit dem Ende seiner Karriere als Spieler wurde Nanne in der Saison 1977/78 Trainer (bis Saisonende) und General Manager (bis 1988) der North Stars. 1978 fusionierten diese mit den Cleveland Barons. Nanne gelang es so, mithilfe geschickter Spieler-Trades und dem Draft aus einem der schlechtesten Teams der Liga eine aufstrebende Mannschaft zu formen. 1981 standen die North Stars erstmals im Stanley-Cup-Finale (1:4 gegen die New York Islanders). Bis 1984 spielten die North Stars gute Saisons in der NHL, ohne aber einen Titel gewinnen zu können. Es folgten weitere überwiegend erfolglose Jahre. 1988 trat Nanne als General Manager zurück, blieb aber noch bis 1991 für die North Stars tätig. Weiterhin war er 1981, 1984 und 1987 beim Canada Cup sowie 2004 bei der Weltmeisterschaft der Manager des US-Teams. Als Eishockeyfunktionär war er in verschiedenen Gremien aktiv.
Nanne ist Mitglied der US Hockey Hall of Fame und der IIHF Hall of Fame. 1989 erhielt er die Lester Patrick Trophy.

## Persönliches
Seinem Enkel Vinni Lettieri gelang als Eishockeyspieler ebenfalls der Sprung in die NHL.